# Boophis opisthodon
Boophis opisthodon é uma espécie de anfíbio da família Mantellidae.
É endémica de Madagáscar.
Os seus habitats naturais são: florestas secas tropicais ou subtropicais, florestas subtropicais ou tropicais húmidas de baixa altitude, pântanos, marismas de água doce, marismas intermitentes de água doce e florestas secundárias altamente degradadas.